# ビスムタン
ビスムタン(英語: bismuthane、羅Bismuthanum) は、慣用名ビスムチン（英: bismuthine）のIUPAC系統名。ビスマス化水素・蒼鉛化水素（そうえんかすいそ、羅Hydrogenium bismuthatum, Hydrogenii Bismuthidum）、水素化ビスマス・水素化蒼鉛 (すいそかそうえん、羅Bismuthum hydratum, Bismuthi Hydridum)とも呼ばれる。
ビスムタンは、BinHn+2という分子式で一般に表わされる鎖式飽和ビスマス化水素の総称である。単結合のみからなるビスマス（蒼鉛）原子骨格と水素原子とのみからなるニクトゲン化水素である。IUPAC命名法ではアザン同様に、ビスマス原子数を数接頭辞としてビスムタンに前置する。モノビスムタン、ジビスムタン、トリビスムタン…等。二重結合を含む場合はビスムタンをビスムテンに変える、骨格はループを形成している場合はシクロを前置するなどアルカンと同様に命名すれば良い。
又、単にビスムタン（或いはビスムチン）と言えば原子１つのモノビスムタンを指す事が多い。これは分子式 BiH3 で表される分子量 212.00の無機化合物である（アンモニアのビスマス類縁体、詳細は「ビスムチン」参照）。これにプロトンが配位したカチオンBiH4+をビスムタニウムイオンという（アンモニウムイオンNH4+ のビスマス類縁体である。）。
一方、モノビスムタンBiH3 を母化合物とする有機化合物 R3Bi の総称でもある（アミンのビスマス類縁体、詳細は「有機ビスムチン」参照）。第一級、第二級、第三級アミンに対応し、モノビスムタンに置換した数に応じて第一級、第二級、第三級ビスムタンと称される。ビスムタニウムの4つの水素全てが炭化水素基によって置換されてできたカチオンは第四級ビスムタニウムと呼ばれる（第四級アンモニウムのビスマス類縁体）。